# آنتونیو گوئیدی
آنتونیو گوئیدی (ایتالیایی: Antonio Guidi؛ ‏ ۲۸ اکتبر ۱۹۲۷ – ۱۷ اکتبر ۲۰۱۳) بازیگر و صداپیشه اهل ایتالیا بود.
از فیلم‌ها یا مجموعه‌های تلویزیونی که وی در آن‌ها نقش داشته‌است، می‌توان به قاتل پشت خط است، فرشته مقرب، نامزد و دو تپانچه مگنوم ۳۸ برای شهری از اشرار اشاره نمود.